# Collegio di Worsley and Eccles
Worsley and Eccles è un collegio elettorale situato nella Grande Manchester, nel Nord Ovest dell'Inghilterra, e rappresentato alla Camera dei Comuni del Parlamento del Regno Unito. Elegge un membro del Parlamento con il sistema first-past-the-post, ossia maggioritario a turno unico; l'attuale parlamentare è Michael Wheeler del Partito Laburista, che rappresenta il collegio dal 2024.

## Estensione
Il collegio è costituito dai seguenti ward:
- Barton and Winton, Boothstown and Ellenbrook, Cadishead and Lower Irlam, Eccles, Higher Irlam and Peel Green, Swinton and Wardley e  Worsley and Westwood Park nella città di Salford;
- Astley e Tyldesley and Mosley Common nel borgo metropolitano di Wigan.

Il collegio comprende la maggior parte di Worsley and Eccles South, che sostituisce, a seguito dell'aggiunta delle parti restanti di Eccles e la città di Swinton che precedentemente erano nel collegio di Salford and Eccles (abolito e sostituito da Salford). Il ward del borgo metropolitano di Wigan di Astley Mosley Common è stato spostato nel collegio di Leigh.

## Membri del parlamento
| Elezione | Elezione | Deputato        | Partito   |
| -------- | -------- | --------------- | --------- |
|          | 2024     | Michael Wheeler | Laburista |

## Risultati elettorali

### Elezioni negli anni 2020
| Partito                    | Partito                                      | Candidato                  | Risultati 4 luglio 2024 | Risultati 4 luglio 2024 |
| Partito                    | Partito                                      | Candidato                  | Voti                    | %                       |
| -------------------------- | -------------------------------------------- | -------------------------- | ----------------------- | ----------------------- |
|                            | Laburista                                    | Michael Wheeler            | 20 277                  | 47,66                   |
|                            | Reform UK                                    | Craig Birtwistle           | 9 186                   | 21,59                   |
|                            | Conservatore                                 | Bradley Mitchell           | 6 791                   | 15,96                   |
|                            | Verde                                        | David Jones                | 3 283                   | 7,72                    |
|                            | Lib Dem                                      | Jemma De Vincenzo          | 1 851                   | 4,35                    |
|                            | Workers                                      | Nas Barghouti              | 466                     | 1,10                    |
|                            | Indipendente                                 | Danny Moloney              | 448                     | 1,05                    |
|                            | TUSC                                         | Sally Griffiths            | 241                     | 0,57                    |
|                            |                                              |                            |                         |                         |
| Iscritti                   | Iscritti                                     | Iscritti                   | 78 643                  | 100,00                  |
| ↳ Votanti (% su iscritti)  | ↳ Votanti (% su iscritti)                    | ↳ Votanti (% su iscritti)  | 42 707                  | 54,30                   |
| ↳ Astenuti (% su iscritti) | ↳ Astenuti (% su iscritti)                   | ↳ Astenuti (% su iscritti) | 35 936                  | 45,70                   |
|                            |                                              |                            |                         |                         |
|                            | Esito: collegio a Laburista (nuovo collegio) |                            |                         |                         |